# 圣艾蒂安矿业博物馆
圣艾蒂安矿业博物馆（法语：Musée de la mine de Saint-Étienne），是位於法國奧弗涅-隆-阿爾卑斯大區羅亞爾省首府聖德田的一座博物館。該館成立於1991年，於2011年登錄為历史纪念物。

## 展示

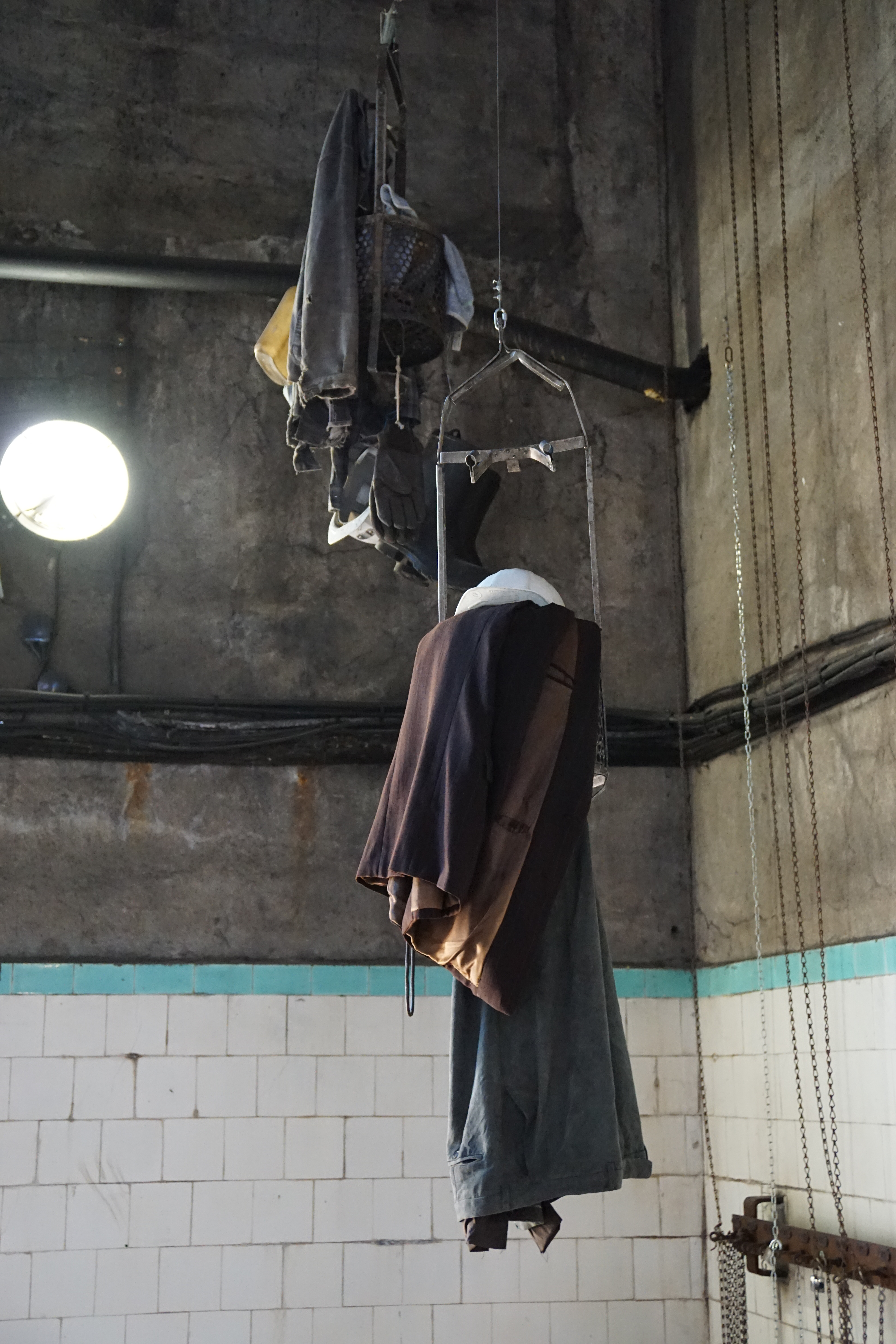
興建於1948年的「大脸盆」（浴室），礦工衣物吊在上頭

官方名稱為「寇里爾特煤礦/礦業博物館公園」（Puits Couriot/Parc Musée de la Mine），是由城中最后一座矿坑（1973年关闭）改建而成。
博物馆本身是一座展示矿場，因此可以參觀重建的展示館和舊礦區的歷史建築：
- 大脸盆（浴室）;
- 升降机房和电氣房（增压器和电转换器）；
- 灯具室（灯具保养车间）；
- 压缩机房；
- 电力机车维修车间；
- 以前的地下结构入口（羅亞爾礦坑隧道、槽式桥梁）。

## 矿坑关闭后的改造
- 1991年，矿业博物馆开放。
- 2011年，整个场地被列为历史纪念物
- 2013年，过去的「石膏」（下層平台）改造一期竣工，场地变成了城市公园，以Joseph Sanguedolce的名字命名。
- 2014年12月，三个新的展览空间开幕，其中展示了博物馆的部分藏品。